# パコ・ロドリゲス
スティーブン・フランシス・ロドリゲス（Steven Francis "Paco" Rodríguez，1991年4月16日 - ）はアメリカ合衆国・フロリダ州マイアミ出身のプロ野球選手（投手）。左投左打。現在は、フリーエージェント（FA）。

## 経歴

### プロ入りとドジャース時代
2012年のMLBドラフト2巡目（全体82位）でロサンゼルス・ドジャースから指名され、7月5日に入団。A級グレートレイクス・ルーンズでプロデビューし、6試合に登板して0勝0敗2セーブ・防御率0.00・10奪三振の成績を残した。7月下旬にAA級チャタヌーガ・ルックアウツへ昇格。15試合に登板して1勝0敗3セーブ・防御率1.32・22奪三振の成績を残した。9月5日にチャド・ビリングズリーが故障者リスト入りしたことに伴い、メジャー初昇格を果たした。2012年のドラフトで指名された選手の中では、最初のメジャー昇格選手となった。9月9日のサンフランシスコ・ジャイアンツ戦でメジャーデビュー。4点ビハインドの8回裏2死から登板し、無失点に抑えた。この年メジャーでは11試合に登板して0勝1敗・防御率1.35・6奪三振の成績を残した。
2013年は開幕ロースター入りした。中継ぎとしてチーム内2位の76試合に登板し、3勝4敗2セーブ・防御率2.32・63奪三振の成績を残した。ポストシーズンでもロースター入りし、ディビジョンシリーズのアトランタ・ブレーブス戦で2試合に登板した。チームはチャンピオンシップシリーズに進出したが、ロドリゲスはロースターから外れた。
2014年は19試合に留まった。防御率は3.86まで上昇した。

### ブレーブス時代
2015年7月30日にアレックス・ウッド、ジム・ジョンソン、ルイス・アビラン、ブロンソン・アローヨとのトレードで、エクトル・オリベラ、マイナー選手1名と共にアトランタ・ブレーブスへ移籍した。なお、ドジャースでは18試合にリリーフ登板し、防御率2.61・WHIP1.26という成績を残していたが、ブレーブスでは投げなかった。
2016年2月21日、前年9月にトミー・ジョン手術を受けたため60日間の故障者リスト入りした。この年は結局、メジャー・マイナーともに登板しなかった。
2017年3月28日に自由契約となった。

### ブレーブス退団後
2017年7月14日にボルティモア・オリオールズとマイナー契約を結んだ。同年11月6日にFAとなった。
2018年5月4日にミネソタ・ツインズとマイナー契約を結んだが、同年8月2日に放出された。
2019年2月17日にサンディエゴ・パドレスとマイナー契約を結んだ。同年11月4日にFAとなった。

## 投球スタイル
カーブとスライダーの2球種で全体の60%以上を占める技巧派。速球は140km/h台前半のシンカーとフォーシームを投げる。他にチェンジアップも持ち球としている。投球時にボールを後方へ高く掲げる変わった投球フォームが特徴。

## 詳細情報

### 年度別投手成績
| 年 度     | 球 団     | 登 板 | 先 発 | 完 投 | 完 封 | 無 四 球 | 勝 利 | 敗 戦 | セ 丨 ブ | ホ 丨 ル ド | 勝 率 | 打 者 | 投 球 回 | 被 安 打 | 被 本 塁 打 | 与 四 球 | 敬 遠 | 与 死 球 | 奪 三 振 | 暴 投 | ボ 丨 ク | 失 点 | 自 責 点 | 防 御 率 | W H I P |
| --------- | --------- | ----- | ----- | ----- | ----- | -------- | ----- | ----- | -------- | ----------- | ----- | ----- | -------- | -------- | ----------- | -------- | ----- | -------- | -------- | ----- | -------- | ----- | -------- | -------- | ------- |
| 2012      | LAD       | 11    | 0     | 0     | 0     | 0        | 0     | 1     | 0        | 0           | .000  | 26    | 6.2      | 3        | 0           | 4        | 1     | 0        | 6        | 0     | 0        | 1     | 1        | 1.35     | 1.05    |
| 2013      | LAD       | 76    | 0     | 0     | 0     | 0        | 3     | 4     | 2        | 20          | .429  | 208   | 54.1     | 30       | 5           | 19       | 4     | 2        | 63       | 3     | 0        | 15    | 14       | 2.32     | 0.90    |
| 2014      | LAD       | 19    | 0     | 0     | 0     | 0        | 1     | 0     | 0        | 4           | 1.000 | 53    | 14.0     | 12       | 1           | 4        | 0     | 0        | 14       | 0     | 0        | 6     | 6        | 3.86     | 1.14    |
| 2015      | LAD       | 18    | 0     | 0     | 0     | 0        | 0     | 0     | 0        | 4           | ----  | 42    | 10.1     | 10       | 0           | 3        | 0     | 0        | 8        | 0     | 0        | 3     | 3        | 2.61     | 1.26    |
| 通算：4年 | 通算：4年 | 124   | 0     | 0     | 0     | 0        | 4     | 5     | 2        | 28          | .444  | 329   | 85.1     | 55       | 6           | 30       | 5     | 2        | 91       | 3     | 0        | 25    | 24       | 2.53     | 1.00    |

- 2018年度シーズン終了時

### 背番号
- 75（2012年 - 2015年）